# Kościół św. Jadwigi Śląskiej w Kamiennej
Kościół św. Jadwigi Śląskiej – rzymskokatolicki kościół filialny w Kamiennej, pochodzącym z 1805 roku. Świątynia należy do parafii Niepokalanego Poczęcia Najświętszej Maryi Panny w Kowalowicach w dekanacie Namysłów wschód, archidiecezji wrocławskiej. Dnia 4 lutego 1966 roku, pod numerem 1105/66, kościół został wpisany do rejestru zabytków województwa opolskiego.

## Historia
Najwcześniejsza wzmianka o kościele w Kamiennej pochodzi z 1359, dotyczy wcześniejszego kościoła drewnianego, rozebranego w latach 1804–1805. Na jego miejscu w 1805 Anna Józefa von Warneri ufundowała murowany kościół, zbudowany w stylu klasycznym najprawdopodobniej przez architekta Pohlmanna. Wyglądem nawiązuje do nieistniejącego dziś kościoła św. Andrzeja w Namysłowie. W centralnym punkcie ołtarza z 1805 (z elementami wcześniejszego ołtarza z 1700) znajduje się figura św. Jadwigi Śląskiej, na podstawie której widniej napis, informujący, że kościół został wzniesiony za proboszcza Johannesa Heckera. Prospekt organowy i ławy pochodzą z 1805, w 1880 Edward Horn z Wrocławia wykonał nowe organy, które w 1933 odrestaurowano. Cały kościół odnawiany był w 1890 i 1912–1913. W podziemiach kościoła znajdują się grobowce dziedzica Kamiennej – Karola Augusta Juliusza Mullera (zm. 1838) i jego małżonki – Zuzanny Wilhelminy z domu Goldman (zm. 1839). Istniał także grobowiec fundatorki, Anny Józefy von Warneri, lecz nie zachował się do naszych czasów. Po 1945 kościół służył Armii Czerwonej jako magazyn, po odejściu wojsk został uporządkowany i zabezpieczony. W 1946 repatrianci z Krotoszyna koło Lwowa przywieźli z tamtejszego kościoła obraz Matki Boskiej i całe jego wyposażenie. Obecnie kościół jest zadbany, remontu wymagają organy.

## Architektura
Kościół jest z cegły, otynkowany, z dachem siodełkowym pokrytym dachówką. Okna półkoliste, w ostrołukowych wnękach. Wieża kościelna ma dwie kondygnacje, zwieńczona jest namiotowym hełmem.